# Distaplia cuspidis
Distaplia cuspidis is een zakpijpensoort uit de familie van de Holozoidae. De wetenschappelijke naam van de soort is voor het eerst geldig gepubliceerd in 2002 door Kott.